# فريدريك يندستروم
فريدريك يندستروم (بالسويدية: Fredrik Lindström) (و. 1963  م) هو مقدم تلفزيوني، ومؤلف، وكاتب، وكاتب سيناريو سويدي، ولد في إسكيلستونا.

## التعليم
تعلم في جامعة أوبسالا.

## وصلات خارجية
- فريدريك يندستروم على موقع IMDb (الإنجليزية)
- فريدريك يندستروم على موقع ميوزك برينز (الإنجليزية)
- فريدريك يندستروم على موقع قاعدة بيانات الأفلام السويدية (السويدية)
- فريدريك يندستروم على موقع ديسكوغز (الإنجليزية)
- فريدريك يندستروم على موقع قاعدة بيانات الفيلم (الإنجليزية)

- فريدريك يندستروم في قاعدة بيانات الأفلام على الإنترنت